# Sweet Little Angel (альбом Джона Літтлджона)
Sweet Little Angel — студійний альбом американського блюзового музиканта Джона Літтлджона, випущений у 1978 році лейблом Black & Blue у серії «Blues Greatest Names».

## Опис
Цей альбом гітариста Джона Літтлджона був записаний 20 листопада 1978 року на студії Barclay Studios в Парижі, Франція інженером Герхардом Ленером на лейблі Black and Blue. Тут Літтлджону акомпанують піаніст Лафаєтт Лік, гітарист Алабама Джуніор, басист Нік Голт та ударник Фред Белоу. Альбом включає сім композицій, серед яких кавер-версії «Please Love Me» і «Sweet Little Angel» Б. Б. Кінга, «Next Time You See Me» Джуніора Паркера, «Dust My Broom» Елмора Джеймса та ін. Альбом вийшов у серії «Blues Greatest Names».

## Список композицій
1. «Please Love Me» (Б. Б. Кінг) — 7:22
2. «Sweet Little Angel» (Б. Б. Кінг) — 7:33
3. «Next Time You See Me» (Ерл Форрест, Білл Гарві) — 5:07
4. «Burro Beat» (Джон Літтлджон) — 4:15
5. «Dust My Broom» (Елмор Джеймс) — 5:00
6. «Twenty Nine Ways» (Віллі Діксон) — 4:25
7. «Close to You» (Мадді Вотерс) — 7:25

## Учасники запису
- Джон Літтлджон — гітара, вокал
- Лафаєтт Лік — фортепіано
- Алабама Джуніор — гітара
- Нік Голт — бас-гітара
- Фред Белоу — ударні

Технічний персонал
- Disques Black and Blue S.A.R.L. — продюсер
- Дідьє Трікар — керівник
- Герхард Ленер — інженер